# Diana Ross & the Supremes Sing and Perform "Funny Girl"
Diana Ross & the Supremes Sing and Perform "Funny Girl" — тринадцатый студийный альбом американской группы Diana Ross & the Supremes, выпущенный в 1968 году на лейбле Motown Records. В альбом вошли кавер-версии песен бродвейского мюзикла «Смешная девчонка» (1964), главные партии в котором исполняла Барбра Стрейзанд, примечательно, что меньше чем через месяц в прокат вышел фильм «Смешная девчонка», в котором Стрейзанд вновь исполнила ведущую роль.
С коммерческой точки зрения альбом показал себя слабо, сумев добраться только до 150-го места в чарте Billboard 200, что является одним из самых слабых результатов группы (когда солисткой была Дайана Росс). По данным лейбла продажи альбома составляют более 200 000 копий.
Несмотря на это известный бродвейский композитор Жюль Стайн, создатель «Смешной девчонки», похвалил альбом и назвал данное исполнение песен одним из самых удачных. Мэдли из песен с альбома девушки исполнили в одном из выпусков «Шоу Эда Салливана».
Песни «Don’t Rain on My Parade» и «My Man» Росс продолжила исполнять и во время своего сольного творческого пути.
Данный альбом никогда издавался на CD, но в 2014 году был выпущен в цифровом формате. В новое издание вошли ремастеринговые оригинальные записи, также в альбом включили чистые вокальные дорожки певиц без хора и концертные версии песен «I’m The Greatest Star» и «My Man».

## Список композиций
| №   | Название                        | Длительность |
| --- | ------------------------------- | ------------ |
| 1.  | «Funny Girl»                    | 4:26         |
| 2.  | «If A Girl Isn’t Pretty»        | 3:11         |
| 3.  | «I Am Woman»                    | 3:11         |
| 4.  | «The Music That Makes Me Dance» | 3:36         |
| 5.  | «Don’t Rain On My Parade»       | 3:13         |
| 6.  | «People»                        | 3:46         |
| 7.  | «Cornet Man»                    | 3:28         |
| 8.  | «His Love Makes Me Beautiful»   | 3:12         |
| 9.  | «Sadie, Sadie»                  | 2:53         |
| 10. | «I’m The Greatest Star»         | 6:01         |

| №   | Название                                                             | Длительность |
| --- | -------------------------------------------------------------------- | ------------ |
| 11. | «Funny Girl» (Previously Unreleased / 2014 Remix)                    | 4:30         |
| 12. | «If A Girl Isn’t Pretty» (Previously Unreleased / 2014 Remix)        | 3:13         |
| 13. | «I Am Woman» (Previously Unreleased / 2014 Remix)                    | 3:31         |
| 14. | «The Music That Makes Me Dance» (Previously Unreleased / 2014 Remix) | 3:42         |
| 15. | «Don’t Rain On My Parade» (Previously Unreleased / 2014 Remix)       | 3:14         |
| 16. | «People» (Previously Unreleased / 2014 Remix)                        | 5:33         |
| 17. | «Cornet Man» (Previously Unreleased / 2014 Remix)                    | 3:31         |
| 18. | «His Love Makes Me Beautiful» (Previously Unreleased / 2014 Remix)   | 3:11         |
| 19. | «Sadie, Sadie» (Previously Unreleased / 2014 Remix)                  | 2:55         |
| 20. | «I’m The Greatest Star» (Previously Unreleased / 2014 Remix)         | 5:59         |
| 21. | «I’m The Greatest» (Previously Unreleased / Live From "TCB")         | 5:21         |
| 22. | «My Man (Monne Homme)» (Previously Unreleased / Live From Las Vegas) | 4:26         |

## Чарты
| Чарт (1968)         | Пиковая позиция |
| ------------------- | --------------- |
| США (Billboard 200) | 150             |